# ریوتا مورای
ریوتا مورای (انگلیسی: Ryota Murai؛ زادهٔ ۲۹ ژوئن ۱۹۸۸) بازیگر، و صداپیشگی در ژاپن اهل ژاپن است.